# Dompelaar

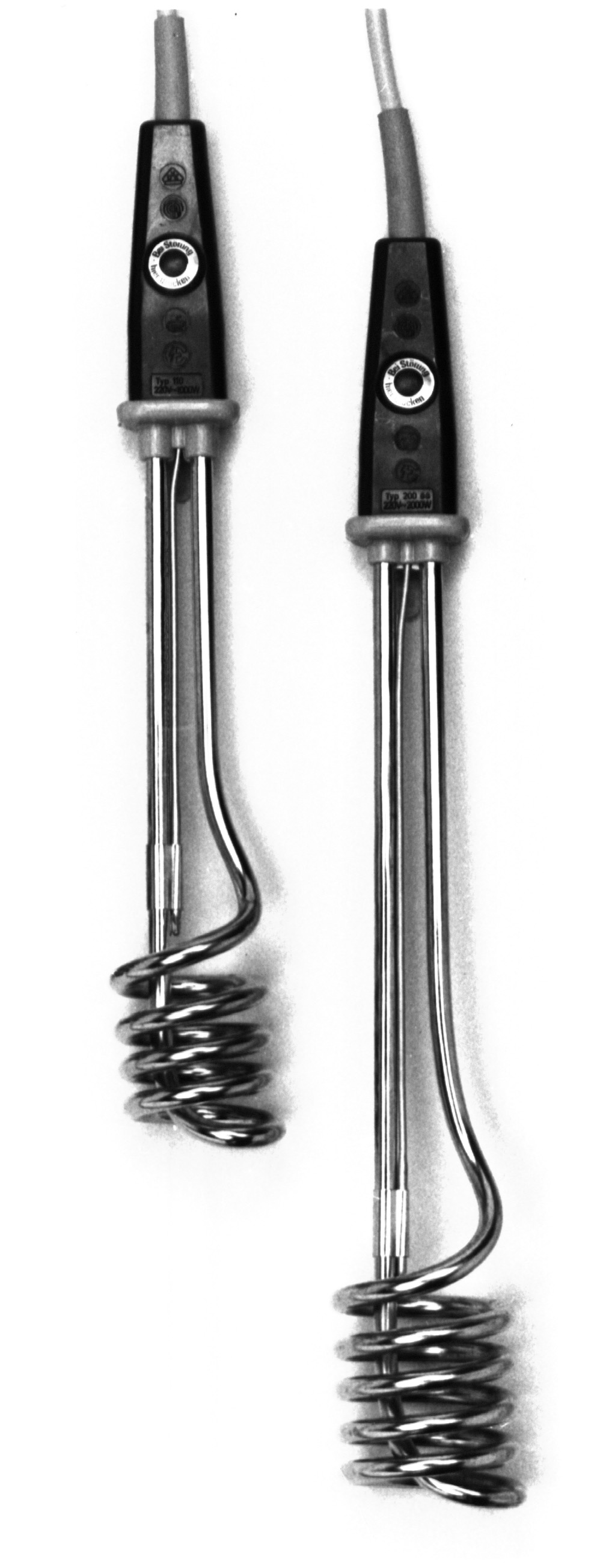
Dompelaars met een vermogen van 1000 W (links) en 2000 W (rechts)

Een dompelaar is een elektrisch verwarmingselement, dat in water of een andere vloeistof kan worden gedompeld om dit te verwarmen of zelfs aan de kook te brengen.
Een dompelaar  bestaat uit een spiraalvormig gebogen staafelement, een handgreep en een aansluitsnoer. Omdat het dompelelement zich in de vloeistof bevindt, heeft het een zeer hoog rendement van circa 97%. Standaarddompelelementen zijn verkrijgbaar met een vermogen van circa 150 tot 2000 W. Omdat dompelaars met groot vermogen een hoog aantal watts per vierkante centimeter verwarmend oppervlak bezitten, lenen deze zich niet voor het verwarmen van melk.
Een dompelaar moet altijd eerst in de vloeistof worden geplaatst alvorens de stekker in het stopcontact te steken, ook dient de stekker uit het stopcontact verwijderd te worden voordat de dompelaar uit de vloeistof wordt gehaald. Doet men dit niet, dan zal de inwendige weerstandsdraad oververhit raken en kan deze doorbranden. Dompelaars zijn daar algemeen niet tegen beveiligd.
Een compacte dompelaar met een relatief laag vermogen is handig voor het warm maken van dranken in bijvoorbeeld een hotelkamer, op kantoor of op de camping. Hij is gemakkelijk mee te nemen, en kan zonder hulpmiddelen direct in een gevulde beker worden geplaatst. Voor op de camping zijn er ook dompelaars die op de sigarettenaansteker in de auto kunnen worden aangesloten. Dit is handig als er geen stopcontact in de buurt is.

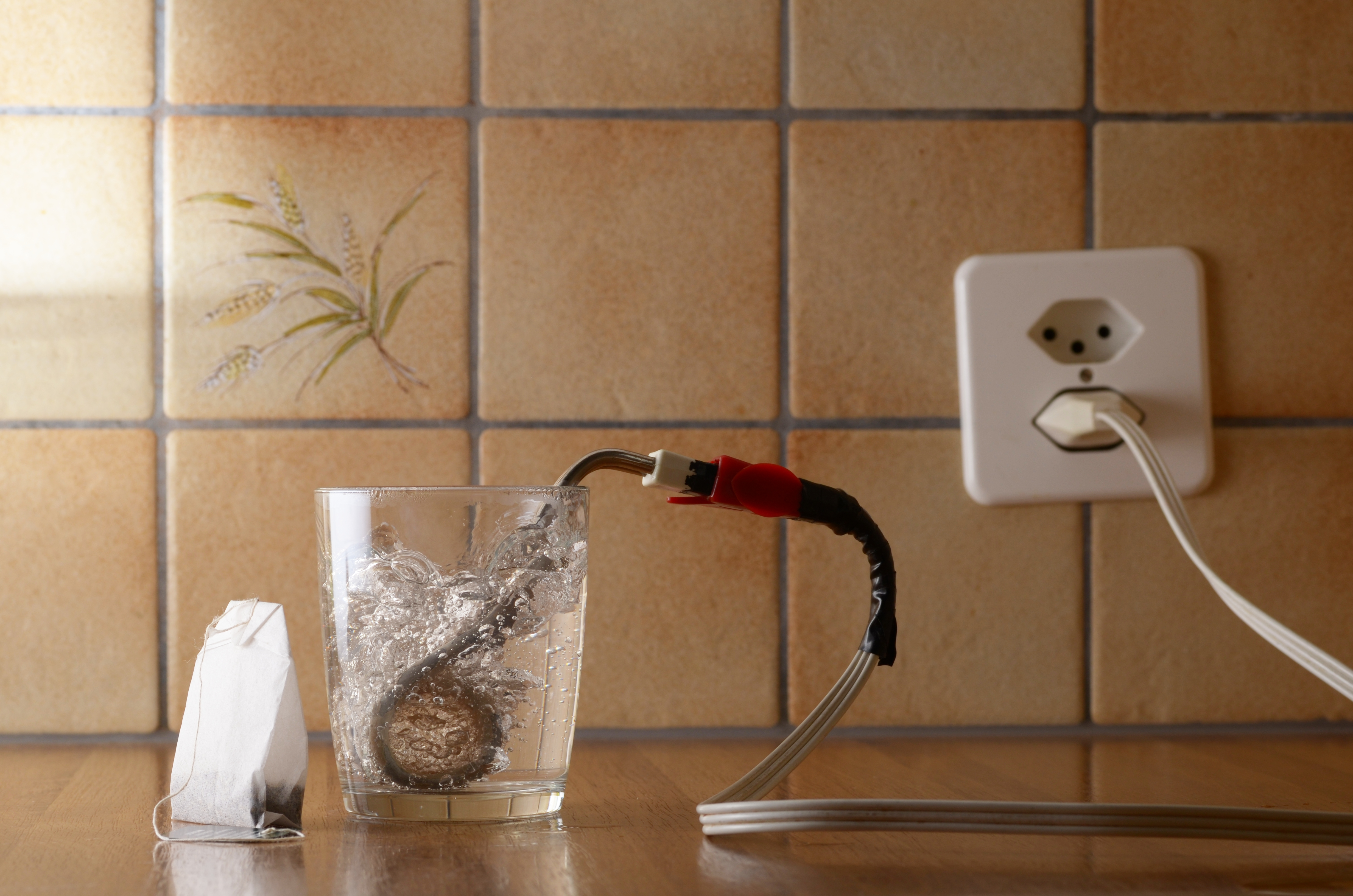
De bereiding van een kop thee met behulp van een dompelaar

## Andere toepassingen
Het verwarmingselement in een waterkoker lijkt veel op dat van een dompelaar. Ook sommige elektrische boilers voor huishoudelijk gebruik en espressomachines hebben een vergelijkbaar verwarmingselement.